# LGBT práva v Nevadě

Duhová mapa Nevady

Lesby, gayové, bisexuálové a translidé (LGBT) jsou v americkém státě Nevada chráněni rozsáhlou antidiskriminační legislativou. Stejnopohlavní manželství přijala Nevada v roce 2014. Párům stejného pohlaví byl už předtím, v roce 2009, zpřístupněn institut registrovaného partnerství, který jim garantoval většinu práv a povinností vyplývajících z manželství, včetně rovných práv v krytí lékařských výdajů, vyjma rovných rodičovských práv. Z rozhodnutí federálního odvolacího soudu devátého okruho v kauze Sevcik vs. Sandoval je v tomto státě manželství osob stejného pohlaví od 8. října 2014 legální.